# Понец
Понец (пол. Poniec)  —  город  в Польше, входит в Великопольское воеводство,  Гостыньский повят.  Имеет статус городско-сельской гмины. Занимает площадь 3,54 км². Население 2873 человека (на 2014 год).

## История
- Сражение при Понице

## Фотографии

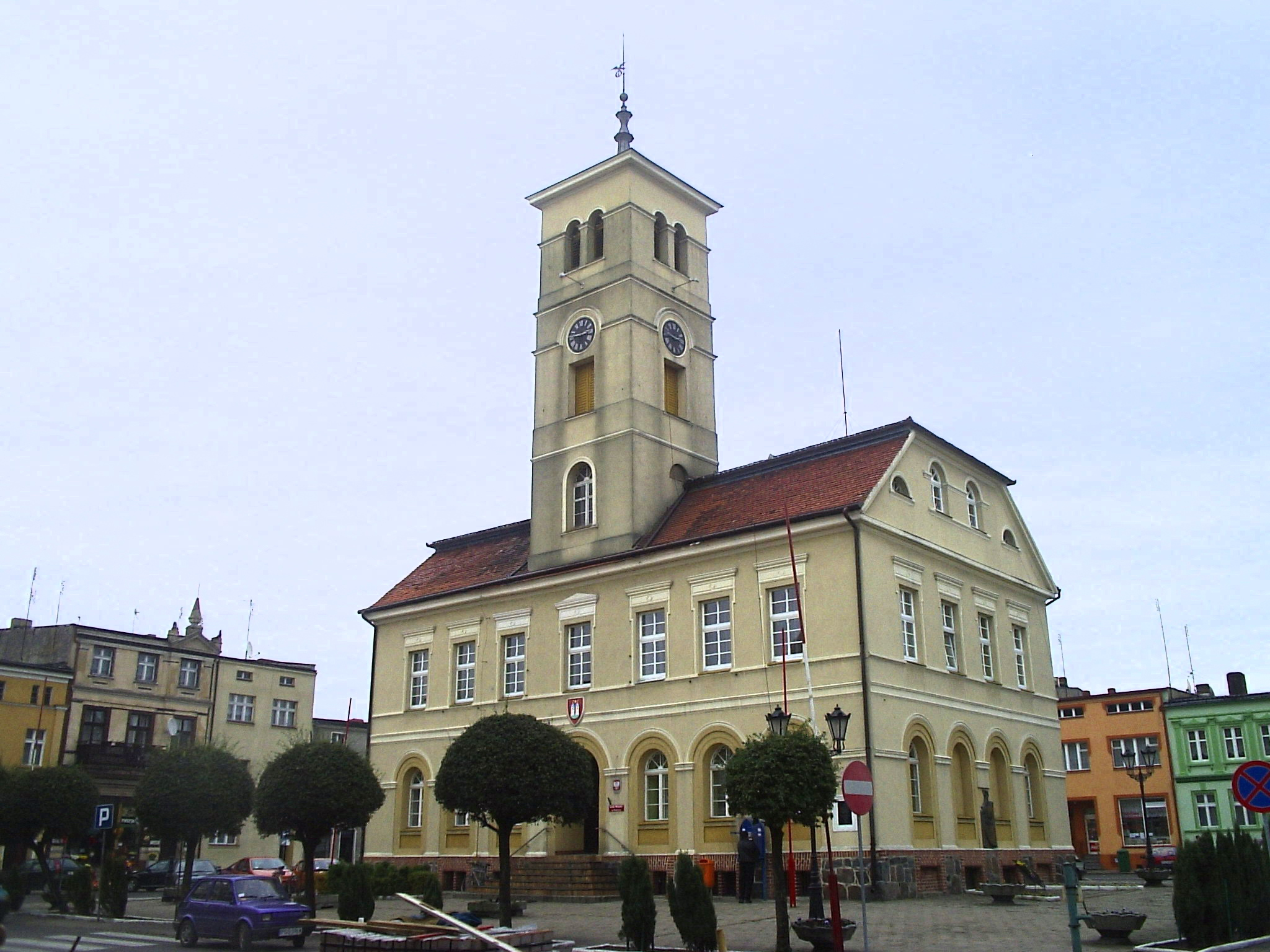
Ратуша
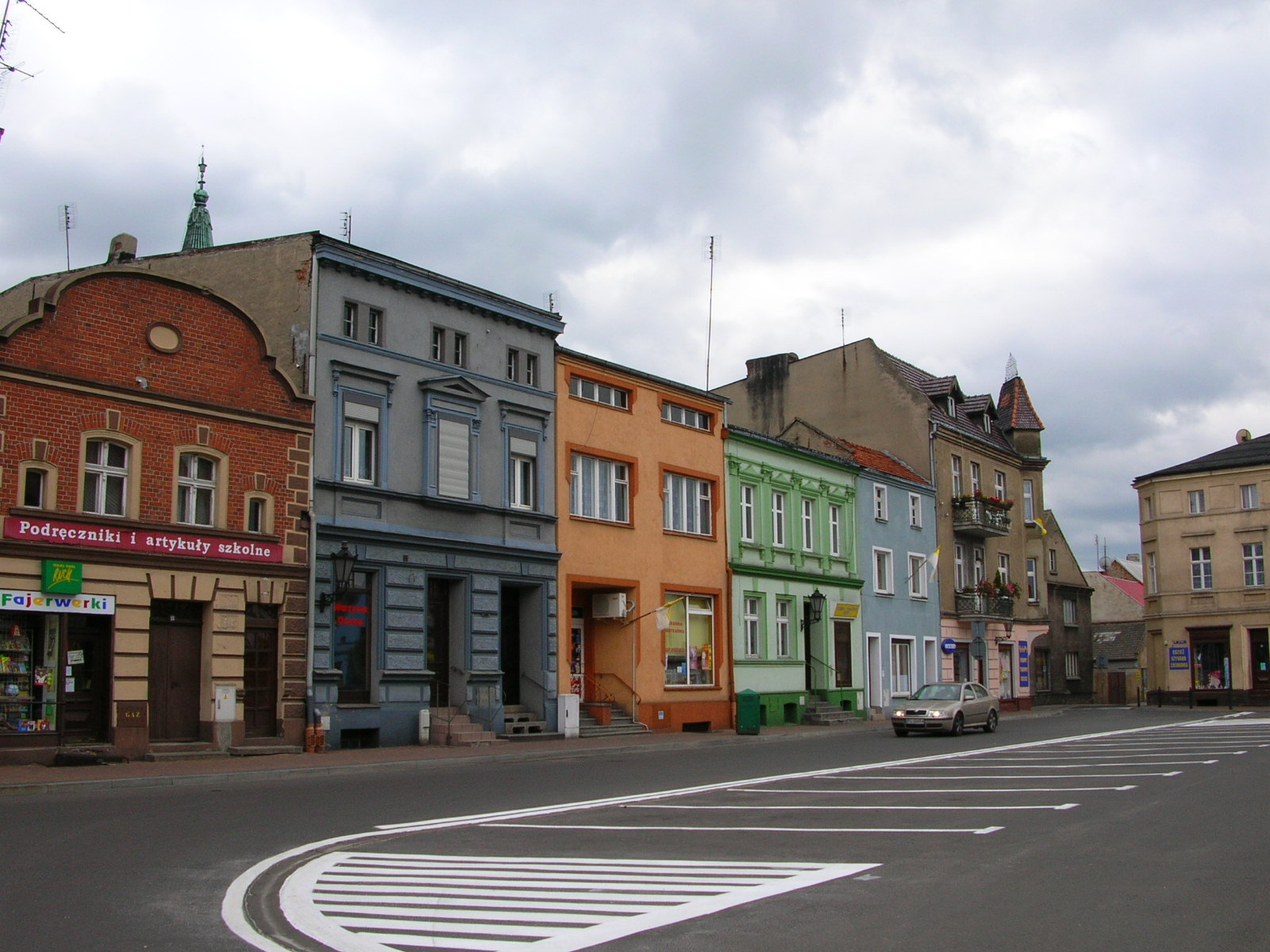
Рынок
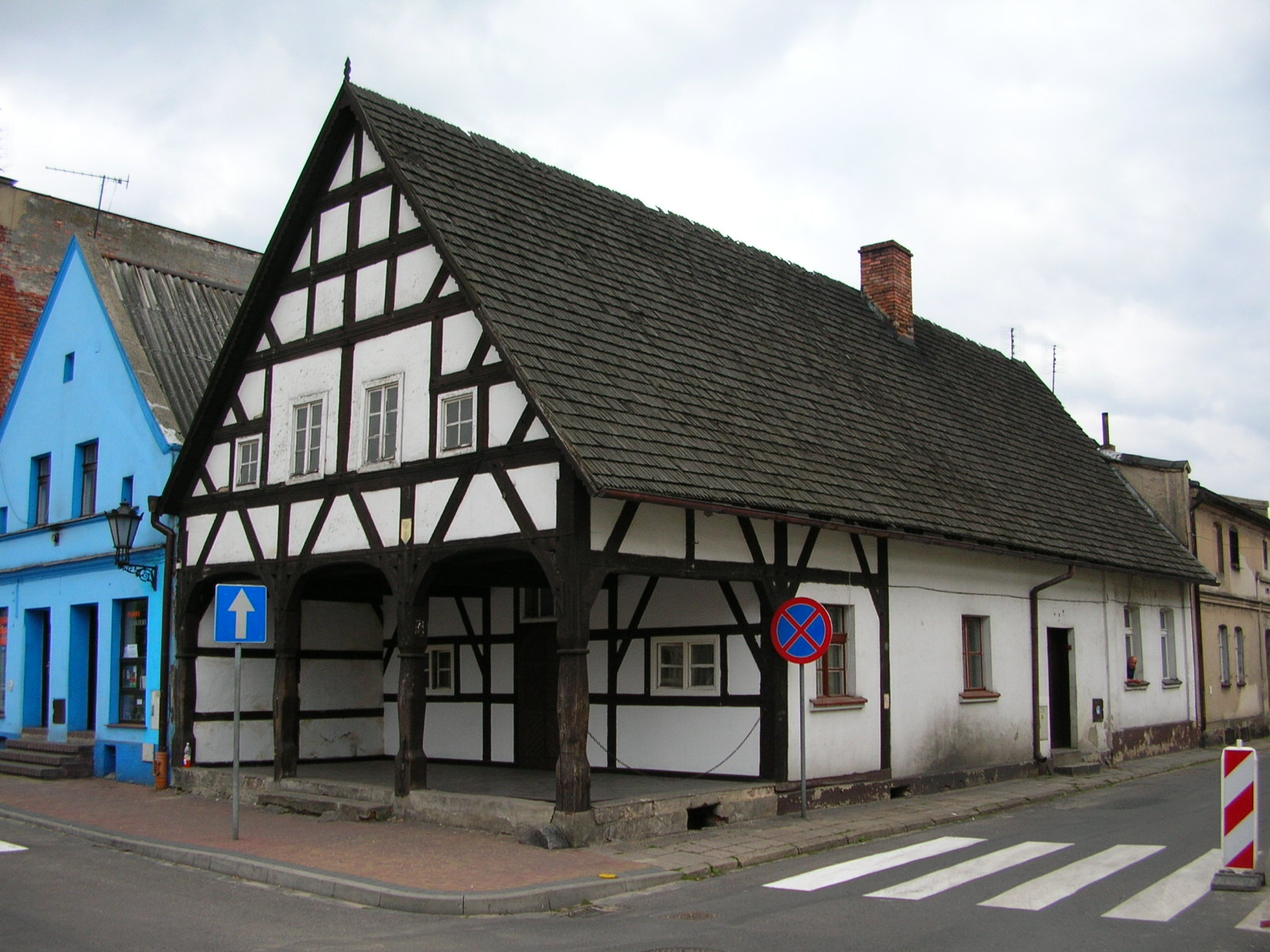
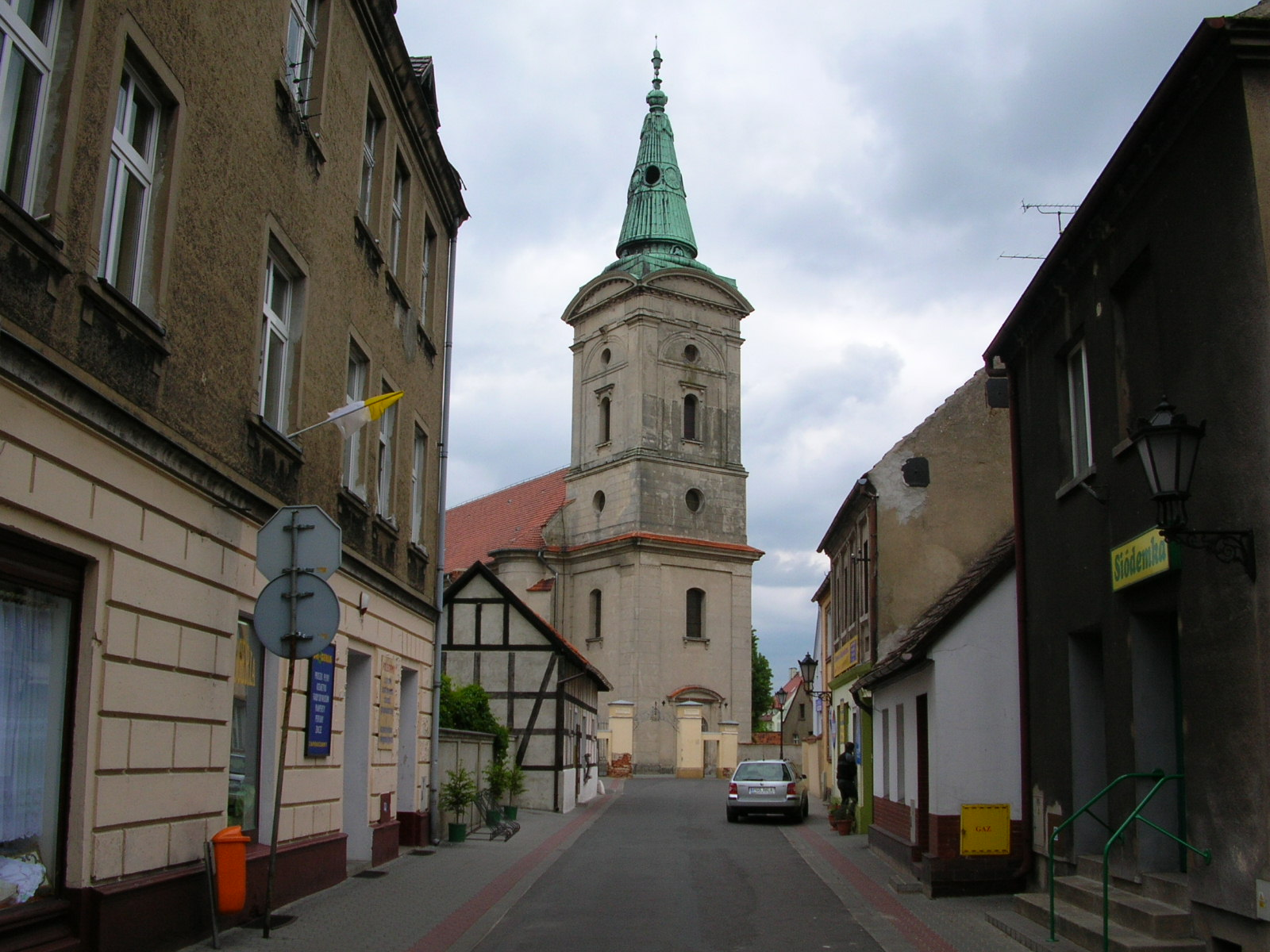
Костёл